# Delfincio Navarro
Delfincio Antonio "Boy" Hernandez Navarro (Curaçao, 9 april 1922 - Den Haag, 17 november 1989) was een verzetsstrijder in Nederland tijdens de Tweede Wereldoorlog.
Navarro, deels afkomstig uit een oorspronkelijk Portugees geslacht van Sefardische Joden dat al honderden jaren eerder vanuit Brazilië en Nederland naar Curaçao was gekomen, was naar Nederland gekomen om daar rechten te gaan studeren. Bij het uitbreken van de Tweede Wereldoorlog raakte hij via bevriende Antilliaanse studiegenoten betrokken bij het verzet tegen de Duitse bezetter.
Hij werkte samen met mede studenten uit de Antillen, Boy Ecury en Tirso Sprockel en hielp met het verbergen van Joden en verbergen en doorsturen naar Spanje van geallieerde piloten. Communicatie verliep vaak in het Papiaments, zowel op openbare locaties waar afspraken gemaakt werden over acties als ook in brieven, een handige manier om de bezetter die de taal niet beheerste te misleiden.
Samen met Ecury en Sprockel discussieerden hij in die tijd ook over de toekomst van de Antillen na de oorlog. Als "echte Curaçaoënaren" streefden ze naar meer onafhankelijkheid en zelfbestuur voor hun eiland en stelden zich kritisch op tegen andere meer conservatief ingestelde Antillianen die zij in het verzet ook tegenkwamen als George Maduro die zij als meer behoudende exponenten van het establishment zagen met een te passieve opstelling tegenover de Nederlandse kolonisator. Na de oorlog zou Navarro als jurist gaan werken op de Nederlandse Antillen.